# Abiba Abuschakinowa
Abiba Abuschakinowa oder Abiba Abuschakynowa (* 4. Juli 1997) ist eine kasachische Judoka, die bis 2017 für Usbekistan antrat. Sie gewann zwei Bronzemedaillen bei Weltmeisterschaften. Bei Asienspielen erkämpfte sie eine Silbermedaille.

## Sportliche Karriere
Abiba Abuschakinowa erreichte bei den Juniorenweltmeisterschaften 2017 das Finale in der Gewichtsklasse bis 44 Kilogramm und verlor dann gegen die Japanerin Nina Kuboi. Im Erwachsenenbereich kämpfte Abuschakinowa immer in der Gewichtsklasse bis 48 Kilogramm.
Bei den Asien-Ozeanien-Meisterschaften 2021 wurde Abuschakinowa Zweite hinter der Chinesin Li Yanan. Im Jahr darauf erreichte die Kasachin auch bei den Asienmeisterschaften 2022 das Finale, diesmal unterlag sie gegen die Japanerin Wakana Koga. Bei den Weltmeisterschaften 2022 in Taschkent verlor Abuschakinowa im Halbfinale gegen die Japanerin Natsumi Tsunoda. Den Kampf um eine Bronzemedaille gewann die Kasachin gegen die Chilenin Mary Dee Vargas. Im Mai 2023 bei den Weltmeisterschaften in Doha verlor Abuschakinowa im Halbfinale gegen die Französin Shirine Boukli und den Kampf um Bronze gegen die Italienerin Assunta Scutto. Im September 2023 wurden die Asienspiele in Hangzhou nachgeholt. Im Finale siegte Natsumi Tsunoda gegen Abuschakinowa. Im April 2024 belegte Abuschakinowa den fünften Platz bei den Asienmeisterschaften. Einen Monat später bei den Weltmeisterschaften in Abu Dhabi verlor sie im Halbfinale gegen die Mongolin Bawuudordschiin Baasanchüü. Im Kampf um eine Bronzemedaille siegte Abuschakinowa über die Türkin Tuğçe Beder. Bei den Olympischen Spielen 2024 in Paris verlor sie den Kampf um eine Bronzemedaille gegen die Schwedin Tara Babulfath.